# ژرمی رانکورل
ژرمی رانکورل (فرانسوی: Jérémy Rencurel‎؛ زادهٔ ۱۳ آوریل ۱۹۹۵) دوچرخه‌سوار اهل فرانسه است.